# Szűrő (programozás)
A szűrő számítógépes program vagy szubrutin, ami feldolgoz egy adatfolyamot, és egy másik adatfolyamot bocsát ki. Használható külön is, de össze is kapcsolhatók csövekkel.
A különböző operációs rendszerek különböző számú és típusú szűrőt biztosítottak. Az MS-DOS viszonylag keveset tartalmazott, szemben az akkori Unixszal. A lista a Windowsban bővült, a cmd.exe új képességekkel ruházta fel az MS-DOS-ból ismert régi szűrőket. A Windows 7 bevezette a Powershellt, ami már gazdagon el van látva szűrőkkel. A Unixokra továbbra is jellemző a sok szűrő. Az OS X-ben az  Automatorral kapcsolhatók össze a szűrők csővezetékké.

## Unix
Unixokon és Unix alapú operációs rendszereken a szűrők elsődlegesen a szabványos bemenetükről olvasnak és a szabványos kimenetükre írnak. Másodlagos bemenetként olvashat fájlból és másodlagos kimenetként írhat a szabványos hibacsatornára. Mindezek átirányíthatók, a szabványos bemenet átirányításának jele a < bemeneti operátor; a szabványos kimenet átirányítására felülíró módban a >, hozzáfűző módban a >> szolgál. A szabványos hibacsatorna a 2> és a 2>> operátorokkal irányítható át. A szűrők a („|”) cső operátorral kapcsolhatók össze csővezetékké.
A Unix egyik alapelve bátorítja, hogy kisebb, különálló eszközök kombinálásával nagyobb egységeket hozzanak létre, amelyek bonyolult feladatokat tudnak elvégezni. Klasszikus a Ken Thompson által írt grep, amit Doug McIlroy úgy jellemzett, mint ami visszavonhatatlanul meggyökeresedett a Unix szemléletében, annyira, hogy későbbi eszközök utánozták. A grep azokat a sorokat keresi, ahol a keresett kifejezés megtalálható. Egy példa:
```
cut
 
-d
 
:
 
-f
 
1
 
/etc/passwd
 
|
 
grep
 
foo

```

Ez megtalálja azokat a regisztrált felhasználókat, akiknek felhasználóneve tartalmazza a foo szöveget. A cut utasítás veszi a Unix rendszer password fájljának első oszlopát, majd ezt átadja a grepnek bemenetként, ami megkeresi az összes sorban a foo szöveget, és kiírja az eredményt.
Unixon a leggyakrabban használt szűrők:  cat, cut, grep, head, sort, uniq, és tail. Programok, mint awk és sed is használhatók összetett programok írására, mivel sokféleképpen paraméterezhetők. Unix szűrőkkel kutatók is nyerhetnek gyors áttekintést kapjanak egy fájl alapú adathalmazról.

### Unix szűrők listája
- awk
- cat
- comm
- cut
- expand
- compress
- fold
- grep
- head
- less
- more
- nl
- perl
- pr
- sed
- sh
- sort
- split
- strings
- tail
- tac
- tee
- tr
- uniq
- wc
- zcat

## DOS
A DOS korai időszakának két szűrője a find és a sort. Példák:
```
find "kulcsszó" < 
bemenetifájl
 > 
kimenetifájl

sort "kulcsszó" < 
bemenetifájl
 > 
kimenetifájl

find /v "kulcsszó" < 
bemenetifájl
 | sort > 
kimenetifájl
```

Ezeket a szűrőket batch fájlok írására is lehetett használni.
Parancshéj környezetben további szűrőket is lehetett használni. Ezek egy része ingyenes, más része ideiglenesen ingyenes, harmadik része kereskedelmi volt. Ezek közül több a Unix szűrőit utánozta. Ezek egy része ablakozó környezettel is bírt, hogy kényelmesebben lehessen különböző paramétereket megadni, hogy megfelelően feldolgozhassa az adatait.

## Windows
A Windows parancssor örökölte az MS-DOS programjait, egyeseket kibővítve, és újabb szűrőket is bevezettek. Például a Windows Server 2003 hat parancssori szűrőt tartalmaz az  Active Directory  módosítására, amelyek csövekkel összeköthetők: DSAdd, DSGet, DSMod, DSMove, DSRm és DSQuery.
A Windows PowerShell egy teljes szűrőcsaládot (cmdlets) bocsát a felhasználó rendelkezésére, amelyek csövekkel összeköthetők, kivéve néhány egyszerűt, mint például Clear-Screen. A példa megszerzi a C:\Windows bejegyzéseit, mindegyiknek megtudja a méretét, és növekvő sorrendben rendezi. 
```
Get-ChildItem
 
C
:\
Windows
 
|
 
ForEach
-Object
 
{
 
$_
.
length
 
}
 
|
 
Sort-Object
 
-Ascending

```

## Fordítás
Ez a szócikk részben vagy egészben  a   Filter (software) című angol Wikipédia-szócikk fordításán alapul.  Az eredeti cikk szerkesztőit annak laptörténete sorolja fel. Ez a jelzés csupán a megfogalmazás eredetét és a szerzői jogokat jelzi, nem szolgál a cikkben szereplő információk forrásmegjelöléseként.